# サスケvsコマンダー
『サスケvsコマンダ』（サスケブイエスコマンダ）は、1980年に新日本企画(後のSNK)により発売された業務用ゲーム機。開発はトーセで、同社が開発を公表している、数少ない作品の一つである。ジャンルは固定画面シューティングゲームと基本システムはシンプルだが、ゲーム内には随所に凝った演出が多数盛り込まれていた。

## 概要
本作の基本システムは固定画面のシューティングであり、同時期に発売の『スペースインベーダー』（タイトー1978年）や『ギャラクシアン』（ナムコ1979年）とほぼ同一。ゲーム内の世界観は戦国時代の忍者を主題としており、ザコ面の背景には大文字焼きや五重の塔が描かれているなど和風で彩られている。SF設定が多かった当時のゲームの中では和風の世界観のゲームは大変珍しく、同時期に発売されたものでは『侍』ぐらいであった。
2方向レバーで自機である「サスケ」を左右に動かしボタンでショットであるクナイを発射し敵を攻撃する。シーンはザコ戦とボス戦の2つで構成されており、これらを1周することで1面クリアとなる。まずザコ面で画面上部から飛来してくる赤と緑のザコ忍者を撃退していき、一定量のザコを倒すとボス忍者が登場してサスケと一対一での対決となる。このボス忍者に勝てば面クリアとなり、再びザコ面に戻り以降はこの流れを繰り返していく。またボス忍者に負けても残機があれば再戦をせずにザコ面に戻り、タイムオーバーになってもザコ面に戻りゲームは進行していく。面が進むごとにザコの攻撃は激しく移動スピードも速くなり、ボス忍者も毎回異なった忍術で攻撃してくる。
アップライト筐体の定価は68万円、テーブル筐体の定価は58万円。

## 演出面
本作の最大の特徴には、この時代に発売のゲームにしては珍しい多彩な演出の導入が挙げられる。ゲーム開始時に将軍から命令を受けるシーン、ボス対決前に雷鳴の中で2人が対峙して忍術の紹介、ボス忍者の使用する多彩な忍術など、ドラマ性を匂わせるシチュエーションが盛り込まれていた。またゲーム内にはコミカルな演出も多く、ゲームオーバー時に走ってきたサスケが石につまずいて転んだり、ボスを倒した時のポーズやボス討伐の失敗シーンなど多岐にわたり、他社の製品とはひと味違う独自性を持っていた。なお本作は忍法のテロップ以外に日本語表示はなく、将軍の命令シーンなどもすべて英文となる。
当時のSNKは、『スペースインベーダー』でタイトーからのライセンス生産を受けた結果、SNKとしてのオリジナルゲームも筐体・アーケードゲーム基板・インストラクションカードまでタイトーそっくりの作風となった時代があったが、『サファリラリー』や本作から、SNKオリジナルとしてのデザインが生まれるようになった。テーブル筐体やボタンの基本的仕様はまだタイトーに近いが、コントロールパネル（レバーやボタンの周囲）には五重の塔やキャラクターのドット絵が描かれている。
当時のテレビゲームは、この頃から、特定のシチュエーションで特定のBGMが鳴るフィーチャー（演出）が使われ始めた。本作でもゲーム中には連続したBGMは流れないものの、色々なシチュエーションで多くのBGMが聞くことができ、前述通りややコミカルな編曲である。

## 登場人物
サスケ
プレイヤーキャラクター。忍者ものによくある黒装束などでなく、戦国時代・江戸時代に見られる庶民の格好をしている。画面下部に位置してレバーで左右に動き、ボタンを押すとクナイを発射する。また3面以降はパワーアップして自動的にダブルショットになる。
下忍（ザコ忍者）
赤色と緑色の装束を着たザコ忍者。ゲームが始まると画面の左右から現れ、やや斜め下に滑空飛来しながら手裏剣を飛ばしてくる。サスケに撃たれたザコ忍者は真下に落下してくるが、この撃ち落とした敵に当たってもミスとなるため、ビデオゲームにおけるシューティングゲームでは初の撃ち返し弾とされている（ゲーム雑誌『ゲーメスト』に記述）。初回は赤が登場し40点、全滅させると今度は緑が登場し80点と、色と点数以外はまったく同じである。面が進むと飛来するスピードも速くなり攻撃も激しくなる。
中忍（ボス忍者）
赤と緑のザコ忍者を全滅させると、雷鳴とともに現れるボスキャラクターの忍者。このボス忍者はゲーム名のコマンダー（司令官）に由来する。デザインは侍・君主風と虚無僧の2種類があり、面ごとに異なる多彩な忍術で攻撃してくるのが特徴。ボスの耐久力はカワリ身の術 以外は1発だが射撃や回避が著しく困難な状況であり、忍術を上手く回避しつつ狙う必要がある。画面下部の赤いゲージが無くなるまでに倒せば面クリアとなり、プレイヤーは残りタイムに応じたボーナスが得られる。なお時間内にボス忍者を倒せないと強制的に次のステージへ飛ばされボーナスが得られない。なおサスケがボス忍者にやられると、両端から赤と緑のザコが踊りながら登場してサスケを挑発するというコミカルな演出がある。この場合はボスと再戦せずに残機を消費して次のステージへと進む。
ボスの使用忍術
- 火炎の術
- 分身の術
- 飛竜剣の術
- 変身火炎の術
- カワリ身の術 (3回当てる必要あり)
- 春花の術
- 変身分身の術
- 変身春花の術

## 移植
SNKアーケードクラシックスゼロ（PSP）
長らく正式な移植版が存在しなかった本作だが、2011年4月21日に発売されたPSP用のソフト『SNKアーケードクラシックスゼロ』に収録された。これにより登場から約30年の時を経て家庭用ハードへの正式な移植が実現された。
ゲバラ（ファミリーコンピュータ）
上記のPSP版の発表までは本作の家庭用ハードへの移植版は存在していないが、例外的にファミリーコンピュータソフト『ゲバラ』の裏技に隠しゲームとしてザコ面のみおまけ要素として収録されていた。
アーケードアーカイブス サスケ VS コマンダ （PlayStation 4/Nintendo Switch）
『アーケードアーカイブス』の1作品として、2020年2月13日配信。